# Makhul
Makhul (hebr.: מכחול) – wieś położona w samorządzie regionu Abu Basma, w Dystrykcie Południowym, w Izraelu.
Leży w północnej części pustyni Negew.

## Historia
Wioskę założono 29 września 2003, jako wynik rządowego planu budowy ośmiu nowych wiosek beduińskich.

## Komunikacja
Na południe od wioski przebiega droga ekspresowa nr 31  (Eszel ha-Nasi–Newe Zohar).